# Unión Constitucional (Marruecos)
La Unión Constitucional (en lenguas bereberes: Tamunt Tamenḍawant, en árabe: الاتحاد الدستوري‎ , en francés: Union constitutionelle) es un partido político en Marruecos alineado con la monarquía. El partido tiene un historial de cooperación con otros dos partidos de orientación liberal, el Rally Nacional de Independientes y el Movimiento Popular, desde 1993.

## Historia
La agrupación fue fundada por el entonces primer ministro Maati Bouabid en 1983 y fue favorecida por el rey Hassan II. En las elecciones de 1984 obtuvo el mayor número de escaños, pero se mantuvo lejos de la mayoría absoluta. Más tarde se convirtió en un partido ordinario sin un papel especial en el sistema multipartidista de Marruecos.
El partido es miembro de pleno derecho de Internacional Liberal, al que se unió en el Congreso de Dakar de 2003. Su símbolo electoral es un caballo.
En las elecciones de 2002, el partido obtuvo 16 de los 325 escaños. En las siguientes elecciones de 2007, el partido obtuvo 27 de los 325 escaños. El partido obtuvo 23 de los 325 escaños en las elecciones de 2011, siendo el séptimo partido en el parlamento.

## Resultados electorales

### Parlamento marroquí
| Cámara de Representantes |                |      |         |     |                |
| Año                      | Votos          | %    | Escaños | +/– | Líder          |
| 1984                     | 1,101,502 (#1) | 24.8 | 82/301  | –   | Maati Bouabid  |
| 1993                     | 769,149 (#3)   | 12.8 | 54/333  | 29  | Maati Bouabid  |
| 1997                     | 647,746 (#5)   | 10.2 | 50/325  | 4   | Maati Bouabid  |
| 2002                     | 310,939 (#7)   | 4.9  | 16/325  | 34  | Mohamed Abied  |
| 2007                     | 335,116 (#6)   | 7.3  | 27/325  | 11  | Mohamed Abied  |
| 2011                     | 275,137 (#7)   | 5.8  | 23/395  | 4   | Mohamed Abied  |
| 2016                     | 263,720 (#7)   | 4.54 | 19/395  | 4   | Mohammed Sajid |
| 2021                     | 423,067 (#7)   | 5.59 | 18/395  | 1   | Mohammed Sajid |